# Kirton, Suffolk
Kirton är en by och en civil parish i distriktet East Suffolk i Storbritannien. Den ligger i grevskapet Suffolk och riksdelen England, i den sydöstra delen av landet, 110 km nordost om huvudstaden London. Orten har 1 086 invånare. Den har en kyrka. Byn nämndes i Domedagsboken (Domesday Book) år 1086, och kallades då Kirketuna.